# Аннали Какчикелей
Аннали какчикелів (Anales de los cakchiqueles) — літературна пам'ятка мая-какчикелів у 2-й пол. XVI- напочатку XVII ст. Авторами вважають Франсиско Ернандес Арана Шахіл та Франсіско Ройаса. Має також інші назви: «Літопис какчикелів», «Меморіал із Сололи» («Memorial de Solola»), «Меморіал із Текпан Атітлану» («Memorial de Tecpan Atitlan»). Натепер зберігається в бібліотеці Пенсільванського університету (США).

## Історія
Франсиско Ернандес Арана Шахіл, автор першої частини «Анналів какчикелів», що був старшим онуком какчікельського правителя (ах-по-шахіла) Хун-Ік'а і брав участь у походах спільно з іспанцями проти кіче в 1524 році, а потім у війні какчикелів проти конкістадорів в 1524—1530 роках. Під час заходів щодо укрупнення індіанських поселень він, як і інші члени роду Шахілів, був поселений разом з ц'утухілямі в селищі Солола (Текпан-Атітлан), що на півночі від озера Атітлан.
Між 1581 і 1584 роками рукопис опинився в іншого індіанця з Сололи, Франсиско Діаса Шебута (теж належав до Шахілів, але до іншої лінії роду), продовжив його до 1604 року, а потім перебував у францисканців. За іншими відомостями, продовжив «Аннали» онук Франсиско Шахіла — Франсиско Ройас.
Рукопис був виявлений в 1844 році гватемальським дослідником старовини доном Хуаном Гаваррете під час розбору архіву монастиря Сан-Франсиско в м. Гватемалі, що здійснювалося за дорученням архієпископа Гватемали дона Франсиско Гарсія Пелаеса. У 1855 році Х. Гаваррете показав рукопис відомому досліднику доколумбових культур французькому абатові Шарлю Етьєну Брассеру де Бурбуру, який позичив його для здійснення повного перекладу (саме він дав цьому рукопис назву, під чкою він відомий сьогодні). Однак після закінчення роботи над перекладом Ш. Е. Брассер де Бурбур не повернув манускрипт Гаваррете, а відвіз його в 1857 році з собою до Європи, і він перебував з ним до смерті, що настала в 1874 році в Ніцці.
Разом із іншими матеріалами бібліотеки абата рукопис із Сололи опинився у власності відомого етнографа Альфонса-Луї Пінара, у якого в 1884 році її придбав американський етнограф Деніел Гаррісон Брінтон, але в жовтні 1899 році, за кілька місяців до смерті, останній передав рукопис в складі своєї великої колекції книг і рукописів бібліотеці Музею Пенсільванського Університету.
Факсимільне відтворення тексту рукопису здійснено в 1952 році Ернстом Менгіні і в 1999 році Хізер Абдельнур. У 1856 (де Бурбуром) та 1928 (Ж. Рейно) роках зроблено французький переклад (останній неопубліковано), 1873—1874 (Х. Гаваррете), 1934 (К. Х. А. Вільякортой), 1937 (М. А. Астуріасом і Х. М. Гонсалесом де Мендосой — з французького перекладу Ж. Рейно), 1946 (С. Н. Телетором, частковий), 1950 (А. Ресіносом) 1999 (С. Оцоєм) роках — іспанський, 1885 (Дж. Г. Брінтоном), 1953 (А. Ресіносом і Д. Гетцом), 2006 (Дж. М. Максвеллом і Р. М. Хіллом) роках — англійський. У 2009 році український фахівець В. М. Талах зробив російський переклад.

## Мета
З його змісту випливає, що документ зовсім не призначався колоніальній владі. Його адресат — діти автора, до яких зі словами «О діти мої!» він звертається 51 раз. Мету своєї праці автор неодноразово і досить чітко формулює в самому творі: «І ви не забувайте розповіді про наших старійшин, про наших предків» (§ 5), «Не заради похвал самим собі нехай не припиняться ці слова, але тільки щоб запам'ятати і не забути нічого, що ми пройшли в численних місцевостях» (§ 20), «ми не повинні забувати слова цих владик» (§ 29). Автор прагне не до особистих вигод, його завдання шляхетне і піднесене — збереження історичної пам'яті свого народу.

## Підготовка праці
Припускають, що писемне джерело, яким користувався автор «Анналів», було піктографічним (рисунковим) кодексом, подібним історичним, історико-генеалогічним та історико-картографічним кодексам ацтеків і міштеків. Водночас автор користувався свідченнями очевидців, що додає особливу цінність оповіданню про війну з кіче (§§ 89-93) і «потрясіння» в Ішимче (§§ 99-103).

## Зміст
«Аннали Какчикелей» поділяються на 5 розділів, а за змістом — чітко на дві частини: недатовану (§§ 1-100) і датовану (з § 100) . Датована частина заснована на якихось письмових джерелах: усна традиція нездатна утримати в пам'яті 86 абсолютно коректних, наступних в правильному порядку дат. Дослідники характеризують її як детально точну, історичну, правдиву розповідь про бурхливі перипетії життя какчикелів до самої конкісти.
Перший розділ присвячено опису довгого і небезпечного шляху, подоланого племенами какчикелей від Тулана до Чіавара. Тривав він протягом життя багатьох поколінь, протягом декількох тисячоліть, поки вони йшли від місця походження народу до гір Центральної Гватемали. Від цієї дивовижної історії віє поетичним, таємничим і захоплюючим ароматом століть. Результат племен відображений у різних міфах, деякі з них є справжніми шедеврами, як, наприклад, міф про викрадення вогню з вулкана Гагшануль (нині Санта-Марія) правителем Гагавіцем і героєм Сакітцунумом. Все, що відбувалося в той період, пройнятий духом дива і казкової магії.
Другий розділ являє історія какчикелей: війна, боротьба за владу, соціальні та політичні заворушення, прагнення до панування, кривава драма цілого класу, переконаного в своєму божественному праві. З середини цього розділу починається датована частина «Анналів».
Третій розділ присвячено історії падіння цього класу, його трагічної помилку, коли вони шукали порятунку у іноземних загарбників і намагалися разом з ними розгромити супротивника — кіче, близького їм по крові та історичної долі.
Останні четвертий та п'іятий розділи оповідають про розчарування, хворобливе прозріння, запізнілу героїчну боротьбу, зрештою жах, грабіж, данина, рабство, зведення колись пизатих і могутніх Шахілей і цоциль до стиановища рабів, миючих золото на енкомьенда іспанця Альварадо. Як трагічний символ, зловісний сарказм, смерть останнього володаря какчикелей і останнього правителя кіче на одній шибениці і від руки одного ката.
Недатована частина «Анналів какчикелів» є типовим зразком традиційної легендарної історії. Її композиція, відзначена всіма рисами, властивими фольклорним пам'яткам: повторами, нелінійним викладом послідовності подій, — до того ж ускладнена деякими обставинами політичного характеру.